# Reynosia guama
Reynosia guama är en brakvedsväxtart som beskrevs av Ignatz Urban. Reynosia guama ingår i släktet Reynosia och familjen brakvedsväxter. Inga underarter finns listade i Catalogue of Life.